# Capo d’Orlando
Capo d’Orlando – miejscowość i gmina we Włoszech, w regionie Sycylia, w prowincji Mesyna.
Według danych na rok 2004 gminę zamieszkiwało 12 658 osób, 904,1 os./km².

## Współpraca
- Fremantle, Australia